# 興風者
興風者(Stormbringer)是Michael Moorcock的奇幻小說艾爾瑞克傳說(Elric Saga)系列中出現的神兵。
由混沌的力量所制造的巨大黑色魔法劍一旦出鞘一定要吞噬人的血肉和靈魂的魔劍。
在故事中白子皇帝艾爾瑞克持有這把劍，雖然這把劍帶給他必要的力量和活力，但相對的這把劍也往往背叛他並吞噬了他的好友和愛人的靈魂。
這把劍的創作靈感可能來自塞爾特人神話中的黑之劍。